# Нумерий Фабий Бутеон
Нумерий Фабий Бутеон (на латински: Numerius Fabius Buteo) e политик на Римската република през 3 век пр.н.е.
Произлиза от фамилията Фабии. Неговият баща и дядо се казват Марк Фабий. Той е брат на Марк Фабий Бутеон (консул 245 пр.н.е.).
През 247 пр.н.е. Нумерий Бутеон е избран за консул заедно с Луций Цецилий Метел. През Първата пуническа война той обсажда в Сицилия картагенсия град Дрепанум. Превзема малкия остров Пелиас и от там приема нападките на генерал Хамилкар. От острова той напада Дрепанум, но не успява да го завладее.
През 224 пр.н.е. става magister equitum на предишния си консулски колега, диктатор Цецилий Метел.